# Puma (genre)
Cet article concerne le genre de la classification scientifique. Pour l'espèce appelée Puma, voir Puma.
Pour les articles homonymes, voir Puma (homonymie).
Genre
Puma est un genre de félins de la sous-famille des Félinés.

## Espèces actuelles
Liste des espèces actuelles selon l'ITIS, d'après MSW :
- Puma concolor (Linnaeus, 1771) - le Puma
- Puma yagouaroundi (É. Geoffroy Saint-Hilaire, 1803) - le Jaguarondi

Dans certaines classifications, l'espèce du Jaguarondi est placée à part dans le genre Herpailurus Severtzov, 1858.

## Évolution
Un ancêtre commun des actuels genres Leopardus, Lynx, Puma, Prionailurus, et Felis a migré en Amérique par le détroit de Béring il y a environ 8 à 8,5 millions d'années. Ces cinq lignées divergèrent par la suite dans l'ordre cité. Des études ont montré que le puma et le jaguarondi sont plus proches entre eux qu'avec le guépard moderne, mais leur lignage exact reste encore irrésolu. La lignée du Puma a divergé il y a 6,7 Ma pour « donner naissance » aux ancêtres du guépard, du puma et du jaguarondi.
Il y a deux à trois millions d'années, lors du Grand échange inter-américain, les félins d'Amérique du Nord (et parmi eux, les ancêtres du puma et du jaguarondi) envahirent l'Amérique du Sud à la suite de la formation de l'Isthme de Panama.